# Liste aserbaidschanischer Komponisten klassischer Musik
Diese Liste enthält bekannte aserbaidschanische Komponisten der klassischen Musik.

## A
- Əşrəf Abbasov (1920–1992)
- Vasif Adıgözəlov (1935–2006)
- Mehriban Əhmədova (* 1963)
- Süleyman Ələsgərov (1924–2000)
- Aqşin Əlizadə (1937–2014)
- Firəngiz Əlizadə (* 1947)
- Ceyhun Allahverdiyev (* 1972)
- Cəmil Əmirov (* 1957)
- Fikrət Əmirov (1922–1984)
- Yeganə Axundova (* 1960)
- Pikə Axundova-Talıblı (* 1984)

## B
- Adil Bəbirov (1934–2021)
- Əfrasiyab Bədəlbəyli (1907–1976)
- Tofiq Bakıxanov (* 1930)
- Polad Bülbüloğlu (* 1945)

## C
- Afaq Cəfərova (* 1943)
- Cahangir Cahangirov (1921–1992)

## D
- Azər Dadaşov (* 1946)
- Elnarə Dadaşova (* 1952)

## F
- Elmar Fel (* 1961)

## H
- İsmayıl Hacıbəyov (1949–2006)
- Soltan Hacıbəyov (1919–1974)
- Üzeyir Hacıbəyov (1885–1948)
- Cövdət Hacıyev (1917–2002)
- Rauf Hacıyev (1922–1995)
- Rəhilə Həsənova (1951–2024)

## I
- Sevda İbrahimova (1939–2022)
- Yaşar İmanov (* 1933)

## M
- Arif Məlikov (1933–2019)
- İbrahim Məmmədov (1928–1993)
- Nəriman Məmmədov (1927–2015)
- Eldar Mansurov (* 1952)
- Ramiz Mirişli (1934–2015)
- Arif Mirsojew (* 1944)
- İlyas Mirzəyev (* 1961)
- Musa Mirzəyev (1933–2016)
- Xəyyam Mirzəzadə (1935–2018)
- Elmir Mirzoev (* 1970)
- Vaqif Mustafazadə (1940–1979)

## N
- Faiq Nağıyev (* 1946)
- Elmira Nəzirova (1928–2014)
- Niyazi (1912–1984)

## Q
- Fərəc Qarayev (* 1943)
- Qara Qarayev (1918–1982)
- Tofiq Quliyev (1917–2000)

## R
- Azər Rzayev (1930–2015)

## S
- Emin Sabitoğlu (1937–2000)
- Nərgiz Şəfiyeva (* 1940)

## V
- Leonid Vaynşteyn (1945–1994)

## X
- Hacı Xanməmmədov (1918–2005)

## Z
- Asəf Zeynallı (1909–1932)
- Oqtay Zülfüqarov (1929–2016)